# Amadeu Claria i Esteban
Amadeu Claria i Esteban (Castellote, província de Terol, 1921- Lleida, 5 de novembre de 2013) fou un polític català, senador en la segona legislatura.

## Trajectòria
Establit a Lleida, treballà com a assessor mercantil. Militant del PSC-PSOE, a les eleccions generals espanyoles de 1982 fou escollit senador per la província de Lleida. Fou vocal de les Comissions Constitucional, d'Economia i Hisenda i d'Organització i administració territorial del Senat d'Espanya.